# Talisia praealta
Talisia praealta är en kinesträdsväxtart som först beskrevs av Paul Antoine Sagot, och fick sitt nu gällande namn av Ludwig Radlkofer. Talisia praealta ingår i släktet Talisia och familjen kinesträdsväxter. Inga underarter finns listade i Catalogue of Life.